# Tanytarsus saetheri
Tanytarsus saetheri är en tvåvingeart som beskrevs av Ekrem 1999. Tanytarsus saetheri ingår i släktet Tanytarsus och familjen fjädermyggor.
Artens utbredningsområde är Ghana. Inga underarter finns listade i Catalogue of Life.